# Себастіан Дальстрем
Себастіан Дальстрем (фін. Sebastian Dahlström, нар. 5 листопада 1996, Гельсінкі, Фінляндія) — фінський футболіст, центральний півзахисник клубу КуПС та національної збірної Фінляндії.

## Ігрова кар'єра

### Клубна
Себастіан Дальстрем є вихованцем столичного клубу ГІК. На дорослому рівні почтнав грати у фарм - клубі ГІКа «Клубі 04» у Третьому дивізіоні чемпіонату Фінляндії. З 2016 року футболіст повернувся до основи ГІКа, де забронював собі місце в першій команді. Разом з клубом вигравав чемпіонат та національний Кубок Фінляндії. У складі ГІКа Дальстрем дебютував у матчах єврокубків.
На початку 2020 року Дальстрем перейшов до молдовського клубу «Шериф».
На початку 2021 року Дальстрем як вільний агент повернувся до Фінляндії, дн знову повернувся до ГІКа. А в січні 2022 року підписав дворічний контракт з клубом КуПС.

### Збірна
Виступав за юнацьку та молодіжну збірні Фінляндії. У січні 2019 року у товариському матчі проти команди Швеції Себастіан Дальстрем дебютував у національній збірній Фінлядії.

## Титули
ГІК
 Чемпіон Фінляндії (3) 2017, 2018, 2021
 Переможець Кубка Фінляндії: 2016/17
КуПС
 Переможець Кубка Фінляндії: 2022